# Herbert Spencer Jennings
Pour les articles homonymes, voir Spencer et Jennings.
Cet article possède un paronyme, voir Herbert Spencer (homonymie).
Herbert Spencer Jennings est un zoologiste et un généticien américain, né le 8 avril 1868 à Tonica et mort le 14 avril 1947 à Santa Monica (Californie).

## Biographie
Ses recherches sur les cœlentérés et les échinodermes sont présentées notamment dans son ouvrage The Behaviour of the Lower Organisms (1906). Il étudie le comportement de protozoaires comme ceux des genres Paramecium et Amoeba. Il complète les observations de Jacques Loeb (1859-1924). Il s’intéresse également à la question de l’hérédité et fait paraître Life and death, heredity and evolution in unicellular organisms, (1920).

## Note
1. ↑  Exemplaire numérique consultable sur Internet Archive.
2. ↑  Exemplaire numérique consultable sur Internet Archive.
3. ↑  Vie et mort: hérédité et évolution chez les organismes unicellulaires (traduit de l'anglais par M. François-Perey), Paris, Félix Alcan, coll. « Nouvelle collection scientifique », 1927

## Source
- William Homan Thorpe (1979). The Origins and Rise of Ethology, Praeger (New York) : ix + 174 p.  (ISBN 0435624415)